# Cranepolder
De Cranepolder is een polder in de Nederlandse regio Zeeuws-Vlaanderen, tussen Oostburg en Zuidzande, die tot de Baarzandepolders wordt gerekend.
Het betreft een bedijking van een partij schorren in het Coxysche Gat. Dit gebeurde in opdracht van Michiel Bruijnooge. De polder werd vernoemd naar Marinus Cornelis de Crane, die burgemeester was van Zierikzee. In 1799 kwam de polder gereed. Ze heeft een oppervlakte van 30 ha.
De polder wordt begrensd door de Bruggendijk, de Oostburgsestraat en de Bruggendijk. Aan de rand van de polder ligt de buurtschap Oostburgsche Brug.